# Ossian Elgström
 Josef David Ossian Elgström, född 19 november 1883 i Strövelstorp i Kristianstads län, död 20 maj 1950 i Båstad, var en svensk etnolog, författare, målare och tecknare. 

## Biografi
Ossian Elgström var son till byggnadsingenjören och sjökaptenen Nils Olof Elgström och Maria Strömberg, och han var bror till författaren Anna Lenah Elgström.
Efter ingenjörsexamen i Örebro 1905 studerade Elgström konst vid Konstakademin i Stockholm 1906–1907, därefter i Köpenhamn och Paris. Han företog flera resor till bland annat Lappland  1918–1920 och 1928 samt till Sibirien och Grönland. Elgström studerade arktiska folks levnadssätt och myter, som han presenterade i ett flertal böcker samt i målningar. Han skrev även barnböcker och noveller.
I Stockholm försörjde han sig som tecknare och humoreskförfattare och medarbetare i Puck, Söndagsnisse-Strix och Svenska Dagbladet. Hans största intresse var naturfolkens myter och levnadssätt och med stöd av Nordiska museet och Turisttrafikförbundet kunde han företa ett flertal studieresor till Lappland åren 1913–1921. Ett flertal väl illustrerade böcker gavs ut av Bonniers under dessa år och Nordiska museet förvarar hans samlingar ifrån Lappland. Material efter Elgström finns också på Statens museer för världskultur.
1909 gifte han sig med Anna Mathilda Lindström, född i Umeå. Efter Lindströms död i Karesuando 1919 gifte han om sig 1921 med Wera Thomsen och 1944 med Sonja Suleika Holm. I sitt första äktenskap fick han döttrarna Brita (född 30/11 1910) och Anne-Marie (född 22/11 1914), och sönerna Mårten (född 30/9 1916) och Jörgen (född 14/8 1919). I sitt andra äktenskap fick han dottern Turid (född 18/1 1923) och i tredje äktenskapet dottern Solveig (född 26/9 1939).
Under perioden 1930-1941 finns det dokumenterat att Ossian Elgström var medlem i flera högerextrema, och under andra världskriget protyska, organisationer som Gymniska förbundet, Samfundet Manhem, Riksföreningen Sverige-Tyskland och Svensk Opposition.

## Konstnärskap
Ossian Elgström var inte bara forskare och författare utan även konstnär. Han gick en kort tid på Konstakademien i Stockholm. Han gjorde skisser till ett antal gobelänger; den mest kända "Vinland det goda" utförd av Elisabethsystrarna, under ledning av Elisabeth Thorman, ställdes ut på Stockholmsutställningen 1930 och gavs i bröllopsgåva till Folke och Estelle Bernadotte av Stockholms stad. Gobelängen lär nu finnas i London.[källa behövs] Han ritade mönstret till järnbeslagen till Kiruna kyrka, intarsior till Amerikalinjens fartyg Kungsholm 1929, i samarbete med John Jon-And, samt en del plafonder till olika officiella byggnader. 
1915 reste han till Grönland för att studera inuiternas levnadssätt i jämförelse med samernas. Efter flera månader på Grönland, skrev han en bok om sin resa och förde hem ett antal vackra föremål, som vackra kamicker, skärp, harpuner samt amuletter med florentinska pärlor, som nu finns på "Danska statens Museum" på Godthåb, Grönland. 
Under större delen av 1920-talet målade Elgström en serie konstverk som handlade om Erik den rödes flykt från Norge. Han använde sig av en tvätteknik i svart-vitt på kinesisk, för ändamålet preparerad linneduk. De enda färgerna var, sepia, svart, grått och smutsgult. Serien ställdes ut på Konstnärshuset i Stockholm 1929. Hans intresse för den nordiska mytologin, Eddan och Ragnarök växte mer och mer från 1928 ända fram till 1940-talet. Eddaserien ställdes ut på Konstakademin 1938. Samma år kom Ossian Elgströms Edda ut med både svensk och engelsk text på Bonniers förlag. En vacker och dyrbar numrerad upplaga i skinnband med översättningen till engelska av professor Bror Danielsson.
Under 1920-talet så tillbringade Elgström somrarna på Sundtorps Gård i Mellösa. Gården ägdes av hans svåger direktör N. Nordlind, Stockholm. Mangårdsbyggnadens trapphus har dekorerats av Elgström i humoristiska sommartablåer. 
Under 1930-talet vistades Elgström i Torekov. Han bildade sitt eget sjöfartsmuseum, som med tiden växte och nu finns på Malmö sjöfartsmuseum. I samband med att han illustrerade Turisttrafikförbundets årsbok 1930, gjorde Ossian Elgström en rad etsningar med motiv från Lappland. En andra tryckning långt senare blev misslyckad och förstördes tillsammans med plåtarna. Elgström gjorde många porträtt av kända personer, bland annat av Kung Gustaf VI Adolf, Eric von Rosen, Gustaf Bolinder och Sven Lidman. 
Wera Elgström utverkade en plats där Eddan och Ragnarök kunde få tak över huvudet som fick namnet Eddangalleriet. Ossian Elgström bosatte sig i Torekov och senare i Båstad. Trots skilsmässan fortsatte hans hustru att hålla Eddan och Ragnarök samlade, för att till sist 1941, övertala Nationalmuseum att ställa ut de båda sviterna i samband med en Nationalinsamling, som skulle hålla det hela samlat för alltid. Kriget kom tyvärr emellan och det hela skingrades åt många håll. Förutom hans många målningar och grafiska blad ritade även Elgström en järnbeslagen dörr med motivet Birkarlarna för Nationalmuseum och en portal till Kiruna kyrka.
Ossian Elgström finns representerad vid bland annat Moderna museet, Norrköpings konstmuseum, Nationalmuseum, Marinmuseum, Länsmuseet Gävleborg,, Nordiska museet, Postmuseum, Värmlands museum, Göteborgs konstmuseum, Ájtte, Svenskt fjäll- och samemuseum, Etnografiska museet, Malmö museer och Lillehammer museum.

### Skönlitteratur
- En fantasiens ljuft doftande blomsterkvast för jordens syndare att lukta på : uträckt genom ett hål i väggen af ett jordisk käril ... Stockholm: Bonniers. 1912. Libris s5kgn0qlq0kcwwnw. https://urn.kb.se/resolve?urn=urn:nbn:se:kb:eod-2629835
- Negerglädje och annat. Svenska humorister ; 7. Stockholm: Nord. förl. 1914. Libris 1632858
- Fantastiska noveller. Stockholm: Bonnier. 1920. Libris t6lhpfmwrx24n2zn. https://urn.kb.se/resolve?urn=urn:nbn:se:kb:eod-1651343
- Chikagobohème : 13 noveller. Stockholm: Bonnier. 1924. Libris 2dj1mjx10p9dss3m. http://urn.kb.se/resolve?urn=urn:nbn:se:umu:rara-1119
- Erövringen av staden Babylon / av Ossian Elgström och Gunnar Örnulf ; med teckningar av Ossian Elgström. Stockholm: Hökerberg. 1926. Libris 1329394
- Kämparna på borgen Kraak : en berättelse för pojkar. Stockholm: Bonnier. 1927. Libris 1329391
- Det stora sjöslaget / av Ossian Elgström och Gunnar Örnulf ; med teckningar av Ossian Elgström. Stockholm: Hökerberg. 1927. Libris 1329393
- Spökfregatten : (forts. på "Kämparna på borgen Kraak"). Stockholm: Bonnier. 1928. Libris 1329392
- Boken om pigan Karlsson. Stockholm: Bonnier. 1929. Libris 1329388
- Under meteorernas trumeld : roman för ungdom / med 35 teckningar av P. Kallilla. Stockholm: Bonnier. 1932. Libris 1353539
- Ungarna Fex : en barnakrönika från Söderstad. Stockholm: Bonnier. 1933. Libris 1353540
- Tuj och Pet och månen. Stockholm: Bonnier. 1934. Libris 1353538
- Björnfesten : en bildberättelse / av Ossian Elgström i tolkning av Ernst Manker. Luleå: Norrbottens museum. 1971. Libris 1194623

### Varia
- Hur man för krig med tennsoldater. Stockholm: Bonnier. 1914. Libris n1fbj263lv71wbds. https://litteraturbanken.se/f%C3%B6rfattare/Elgstr%C3%B6mO/titlar/HurManF%C3%B6rKrigMedTennsoldater/sida/1/faksimil?om-boken
- Lapska myther : teckningar. Stockholm: Ljus. 1914. Libris frwd1n3hcq4l0flv. http://urn.kb.se/resolve?urn=urn:nbn:se:umu:rara-1120
- Myther och sagor från Lappland. Stockholm. 1914. Libris 2358038
- Moderna eskimåer : skildringar från en resa i Västgrönland sommaren 1915. Stockholm: Bonniers. 1916. Libris 3fk2n6491zjkgl76. http://urn.kb.se/resolve?urn=urn:nbn:se:umu:rara-1118
- Etnografiska pastischer m.m. : Liljevalchs konsthall 1917. Stockholm. 1917. Libris 2629839
- Lappalaiset : resor i Lappland och Norge. Stockholm: Bonnier. 1919. Libris gsxf388mdtmln1v1. http://urn.kb.se/resolve?urn=urn:nbn:se:umu:rara-1123
- Människor och andar : eskimåmyter i bild. Stockholm: Bonnier. 1921. Libris 6jn5r2qj4ttk9f84. http://urn.kb.se/resolve?urn=urn:nbn:se:umu:rara-1121
- Ossian Elgström : utställning 31 mars - 14 april 1921 : Sveriges allmänna konstförening, Västra Trädgårdsgatan 10. Råsunda. 1921. Libris 2629841
- Hyperboreer : reseliv och forskningar bland Jukkasjärvilapparna 1919-1920. Stockholm: Bonnier. 1922. Libris 7kp6vr3w5fcm3sgm. http://urn.kb.se/resolve?urn=urn:nbn:se:umu:rara-1122
- Karesuandolapparna. : etnografiska skisser från Köngämä och Lainiovuoma 1916-1919. Stockholm: Åhlén & Åkerlund. 1922. Libris p15nbqt1mrs69lr7. http://urn.kb.se/resolve?urn=urn:nbn:se:umu:rara-1124
- På luffen : från Hornstull till Malmö. Stockholm: Bonnier. 1922. Libris 2ftr2dx10xq71cwm. https://urn.kb.se/resolve?urn=urn:nbn:se:kb:eod-1471992
- Spridda drag av vidskepelse och övertro bland Karesuandolapparna. Stockholm. 1922. Libris 2629838
- Dagligt liv bland Grönlands nordbor omkring år 1000 : akvareller och tuschmålningar. Stockholm. 1929. Libris 1329389
- Fjällfotografen Borg-Meschs äventyr bland Lapplands fjäll : upptecknade och insamlade  : med talrika bilder, dels efter Borg-Meschs fotografier, dels efter teckningar. Stockholm: Bonnier. 1929. Libris 1329390
- Ossian Elgströms eddabilder utförda åren 1926-1936 : [utställningskatalog]. Stockholm. 1936. Libris 2629840
- Ossian Elgströms Edda : skriven och illustrerad av honom själv = The Edda of Ossian Elgström  : written and illustrated by himself  / förord av Carl Grimberg ; translated by Bror Danielsson.. Stockholm: Bonnier. 1938. Libris 1363368
- Ossian Elgström : målningar skisser och utkast till serien "Vite Krist" 1936-1946. Stockholm. 1946. Libris 13506357
- Ossian Elgström 1883-1950 / av Turid Elgström. Cambridge, MA: Flashprint. 2009. Libris 11731851

### Illustratör
- Ferlin, Nils: Yrkesvisor / illustr. av Ossian Elgström. 1944
- Holberg, Disa: Barnungar / Med teckningar och förord av Ossian Elgström. 1924
- Hur de vilja lösa försvarsfrågan [Affisch] : Lindhagen: Musikförsvaret, Raoul Hamilton: En liten värvad arm√© utrustad med alla modärna förstörelseredskap... / [ill.] O. Elgström. 1924
- Lindholm, Valdemar: Solsönernas saga / af Valdemar Lindholm ; [illustratör: Ossian Elgström]. 1909
- Manker, Ernst: Björnfesten : Ossian Elgströms bildberättelse tolkad av Ernst Manker / Foto Bo Soll√©n. 1969.  Norrbotten. - 0546-3467. ; 1970, s. [7]-36 : ill.
- Nyberg, Ven: Prästgårdsbarnen på Båkön : en historia för pojkar och flickor / med teckningar av Ossian Elgström. 1925
- Ossian Elgström : Utställning 31 mars - 14 april 1921. Sveriges allm. konstförening, v:a Trädgårdsgatan 10.. 1921
- Ossian Elgströms eddabilder utförda åren 1926-1936. [Utställningskatalog.].. 1936
- Ossian Elgström : Lyxtelegram Nr 7 med 2 renar. 1946.
- Palm, J. Paulus: Spikskorna och andra pojkberättelser / av J. Paulus Palm ; med illustr. i texten av Ossian Elgström. 1914
- Ström, Fredrik: Svenska ordstäv eller vad prästen sa om nattvardsgästerna, klockarn om orgelverket, torparn om hovmarskalken, gubben om döden och flickan om kärleken etc. / Fredrik Ström ; ill. Ossian Elgström. 1929
- Ström, Fredrik: Svenskarna i sina ordspråk jämte sju tusen svenska ordspråk om gud djävulen, mannen, kvinnan och kärleken, livet och döden, glädjen och sorgen, ämbeten och yrken etc / Fredrik Ström ; ill. Ossian Elgström. 1926
- Svedelius, Julia: Raunala / av Julia Svedelius ; illustratör: Ossian Elgström. 1914
- Svedenborg, Hedvig: Krigarliv : en romantiserad skildring från världens nordligaste garnison / med teckn. av Ossian Elgström. 1914
- Det svenska försvarets kyrkogård [Affisch] : enligt socialdemokratisk planritning / [ill.] O. E.. 1924
- Wallander, Hjalmar: Pojkarna hos Block & Block / av Hjalmar Wallander ; med teckningar av Ossian Elgström. 1925-1926
- Wiklund, Karl Bernhard: Lapparna och stora världen.. 1929.  Svenska turistföreningens årsskrift. - Stockholm : Fören., 1886-1967. ; 1929, s. 89-112 : ill
- Ziedner, Lili: I lögn och ro : nyckelroman i tre delar / med teckningar av Ossian Elgström. 1930